# Jonathon Cooper
Pour les articles homonymes, voir Cooper.
Jonathon Cooper, né le 8 janvier 1998 à Gahanna, est un joueur américain de football américain évoluant au poste de Linebacker en National Football League (NFL) pour la franchise des Broncos de Denver.
Auparavant il avait joué au niveau universitaire pour les Buckeyes d'Ohio State (2016-2020) au sein de la NCAA.